# Схюркес, Фриц
Фредерикюс Адрианюс Францискюс (Фриц) Схюркес (нидерл. Fredericus Adrianus Franciscus "Frits" Schuurkes; 11 июня 1933, Тилбург — 24 января 1971) — нидерландский футболист, игравший на позиции вратаря, выступал за тилбургский клуб НОАД.

## Карьера
В 1957 году Фриц Схюркес в возрасте двадцати трёх лет дебютировал за футбольный клуб НОАД из Тилбурга, ранее он был резервным голкипером в команде «Виллем II». Первую игру в чемпионате Нидерландов за НОАД провёл 24 марта против роттердамского «Фейеноорда», заменив в стартовом составе основного вратаря Ко Хёйсмана — на выезде на стадионе «Де Кёйп» его команда уступила со счётом 5:2. В оставшихся матчах чемпионата Схюркес выходил на поле ещё в пяти матчах — всего в шести встречах пропустил 17 голов. В первом в истории сезоне Эредивизи команда НОАД заняла 12-е место. 
В сезоне 1957/58 он также выполнял роль резервного вратаря, но в матчах чемпионата больше не сыграл.

## Личная жизнь
Фриц родился в июне 1933 года в городе Тилбург. Отец — Алоэйсиюс Адрианюс Антониюс Схюркес, мать — Адриана Вилхелмина Петронелла Корнелия ван Амелсфорт, оба родителя были родом из Тилбурга. Помимо Фрица, в их семье было ещё две дочери.
Умер в январе 1971 года в возрасте 37 лет, был женат на Жанне Неллен.